# دولار إسباني
| عملة فضية |
| الوجه الخلفي FERNANDVS ET ELISABET DEI GR[ATIA] "فرناندو وإيزابيلا، بنعمة الله" يعرض الشعار الملكي لملوك الكاثوليك بعد 1492، ويضم غرناطة في الأسفل. الحرف S على اليسار يدل على دار سك إشبيلية، والرمز VIII على اليمين يشير إلى "ثمانية ريالات". |
| الوجه الأمامي REX ET REGINA CASTELE LEGIONIS A[RAGONIS] "الملك والملكة على قشتالة، ليون، وأراغون..." يُظهر الرموز الشخصية للملوك: نير إيزابيلا وسهام فرناندو.                                                                                    |

| عملة فيليب الخامس |
| الوجه الخلفي VTRAQUE VNUM M[EXICO] 1739 "كلاهما واحد، مكسيكو، 1739" يُظهر نصفي الكرة الأرضية لخريطة العالم، يتوسطهما تاج بين عمودي هرقل، مزينين بشعار PLUS ULTRA.                                                      |
| الوجه الأمامي PHILIP[PUS] V D[EI] G[RATIA] HISPAN[IARUM] ET IND[IARUM] REX "فيليب الخامس، بنعمة الله، ملك الإسبانيات والهنديات" يعرض شعار قشتالة وليون، مع غرناطة في الأسفل، وتاج أنجو الصغير في المنتصف (درع داخلي). |

| عملة فرديناند السادس |
| الوجه الخلفي VTRAQUE VNUM M[EXICO] 1753 M "كلاهما واحد، مكسيكو، 1753" يعرض نصفي الكرة الأرضية لخريطة العالم، يتوسطهما تاج بين عمودي هرقل، مزينين بشعار PLUS ULTRA.                                                     |
| الوجه الأمامي FERD[INA]ND[US] VI D[EI] G[RATIA] HISPAN[IARUM] ET IND[IARUM] REX "فرديناند السادس، بنعمة الله، ملك الإسبانيات والهنديات" يعرض شعار قشتالة وليون، مع غرناطة في الأسفل، ودرع أنجو الداخلي (inescutcheon). |

| عملة الملك كارلوس الرابع |
| الوجه الأمامي CAROLUS IIII DEI GRATIA 1806 "كارلوس الرابع، بنعمة الله، 1806" يُظهر صورة جانبية (يمنى) للملك كارلوس الرابع يرتدي زيًا عسكريًا وإكليل الغار. خلال عهده بدأ دار سك العملة الأمريكي بإصدار الدولار الفضي سنة 1794. |
| الوجه الخلفي HISPAN[IARUM] ET IND[IARUM] REX M[EXICO] 8 R[EALES] T H "ملك الإسبانيات والهنديات، مكسيكو، 8 ريالات" يُظهر شعار إسبانيا الملكي المُتوَّج بين أعمدة هرقل، مزينًا بشعار PLUS ULTRA.                                   |

| عملة فرديناند السابع |
| الوجه الأمامي FERDIN[ANDUS] VII DEI GRATIA 1821 "فرديناند السابع، بنعمة الله، 1821" يُظهر صورة جانبية (يمنى) للملك يرتدي عباءة وإكليل غار.                                                 |
| الوجه الخلفي HISPAN[IARUM] ET IND[IARUM] REX M[EXICO] 8 R[EALES] I I "ملك الإسبانيات والهنديات، مكسيكو، 8 ريالات" يعرض شعار إسبانيا الملكي المُتوَّج بين أعمدة هرقل، مزينًا بشعار PLUS ULTRA. |

الدولار الإسباني ، المعروف أيضًا باسم قطعة الثمانية (الإسبانية: real de a ocho، dólar، peso duro، peso fuerte أو peso)، هي عملة فضية يبلغ سعرها حوالي 38 مـم (1.5 بوصة) قطرها يساوي ثمانية ريالات إسبانية. سُكت في الإمبراطورية الإسبانية بعد الإصلاح النقدي في عام 1497 بمحتوى 25.563 غ (0.8219 ozt) فضة نقية. استخدمت على نطاق واسع باعتبارها العملة الدولية الأولى بسبب توحيدها في الخصائص القياسية والطحن. اصدرت بعض الدول عملة مضادة ‏ للدولار الإسباني حتى يمكن استخدامه كعملة محلية لها.
نظرًا لأن الدولار الإسباني كان مستخدمًا على نطاق واسع في أوروبا، الأمريكتين، والشرق الأقصى، فقد أصبح أول عملة عالمية بحلول القرن السادس عشر.
كان الدولار الإسباني هو العملة التي استند إليها الدولار الأمريكي الأصلي (بوزن 0.7735 أوقية ترويسية أو 24.06 غرام)، ظلت عملة قانونية في الولايات المتحدة حتى قانون سك العملة لعام 1857. كانت العديد من العملات الأخرى حول العالم، مثل الين الياباني واليوان الصيني، تعتمد في البداية على الدولار الإسباني وعملات أخرى بقيمة 8 ريالات. ترجع معظم النظريات أصل رمز "$"، الذي كان يتكون في الأصل من خطين عموديين، إلى أعمدة هرقل الملفوفة بشرائط تظهر على الجانب الخلفي من الدولار الإسباني.
استخدم مصطلح البيزو في اللغة الإسبانية للإشارة إلى هذه الفئة، وأصبح الأساس للعديد من العملات في الممالك الإسبانية السابقة، بما في ذلك البيزو الأرجنتيني، البوليفي، التشيلي، الكولومبي، الكوستاريكي، الكوبي، الدومينيكي، الإكوادوري، الغواتيمالي، الهندوراسي، المكسيكي، النيكاراغوي، الباراغواي، الفلبيني، بورتوريكو، البيروفي، السلفادوري، الأوروغواياني، والفنزويلي. ومن بين هذه العملات، يظل "البيزو" اسم العملة الرسمية في الفلبين، المكسيك، كوبا، وجمهورية الدومينيكان، كولومبيا، تشيلي، الأرجنتين، وأوروغواي.

## تاريخ

### علم أصول الكلمات
في القرن السادس عشر، بدأ الكونت هيرونيموس شليك من بوهيميا في سك عملة فضية تُعرف باسم Joachimsthaler، سميت على اسم ياخموف ‏، الوادي في جبال الخام حيث استخرج الفضة. Joachimsthaler اختصر لاحقًا إلى thaler أو taler، وهي كلمة وجدت طريقها في نهاية المطاف إلى العديد من اللغات الأوروبية بما في ذلك اللغة الإسبانية tálero واللغة الإنجليزية كالدولار.

### أوروبا وأمريكا الشمالية الاستعمارية
Joachimsthaler وزنها 451 Troy grain (29.2 غ؛ 0.94 ozt) طروادة من الفضة. أدى نجاح هذه العملات إلى ظهور thaler مماثلة تسك في بورغوندي وفرنسا وخلافتها في النهاية من قبل الرايخستالر طويل الأمد للإمبراطورية الرومانية المقدسة، والتي استخدمت من القرن السادس عشر إلى القرن التاسع عشر، من 25.984 غ (0.8354 ozt) فضة نقية.
قدمت هولندا أيضًا دولاراتها الخاصة في القرن السادس عشر: الصليب البرغندي ثالر ( Bourgondrische Kruisdaalder)، Rijksdaalder المستوحى من ألمانيا، والدولار الهولندي الأسد (leeuwendaalder). استخدمت العملة الأخيرة في التجارة الهولندية في الشرق الأوسط، وفي جزر الهند الشرقية الهولندية وجزر الهند الغربية، وفي المستعمرات الثلاثة عشر في أمريكا الشمالية.
ومع ذلك، بالنسبة للمستعمرين الإنجليز في أمريكا الشمالية، كان البيزو الإسباني أو "قطعة الثمانية" يحتل دائمًا المرتبة الأولى، وكانت هذه العملة تسمى أيضًا "الدولار" منذ وقت مبكر من عام 1581. بعد إعلان الاستقلال الأمريكي، قُدم الدولار الأمريكي في عام 1792 على قدم المساواة مع هذه العملة عند 371.25 حبة = 0.7735 أونصة طروادة = 24.0566 غ. توصل ألكسندر هاملتون إلى هذه الأرقام بناءً على تحليل الخزانة لمحتوى الفضة النقية المتوسط لمجموعة مختارة من الدولارات الإسبانية البالية.
كان مصطلح "cob" يستخدم في أيرلندا والمستعمرات البريطانية ليعني قطعة من ثمانية أو دولار إسباني أمريكي، لأن العملات الذهبية والفضية الإسبانية كانت ذات شكل غير منتظم وتضرب بشكل بدائي قبل إدخال الدولار المطحون آليًا في عام 1732.

### إسبانيا

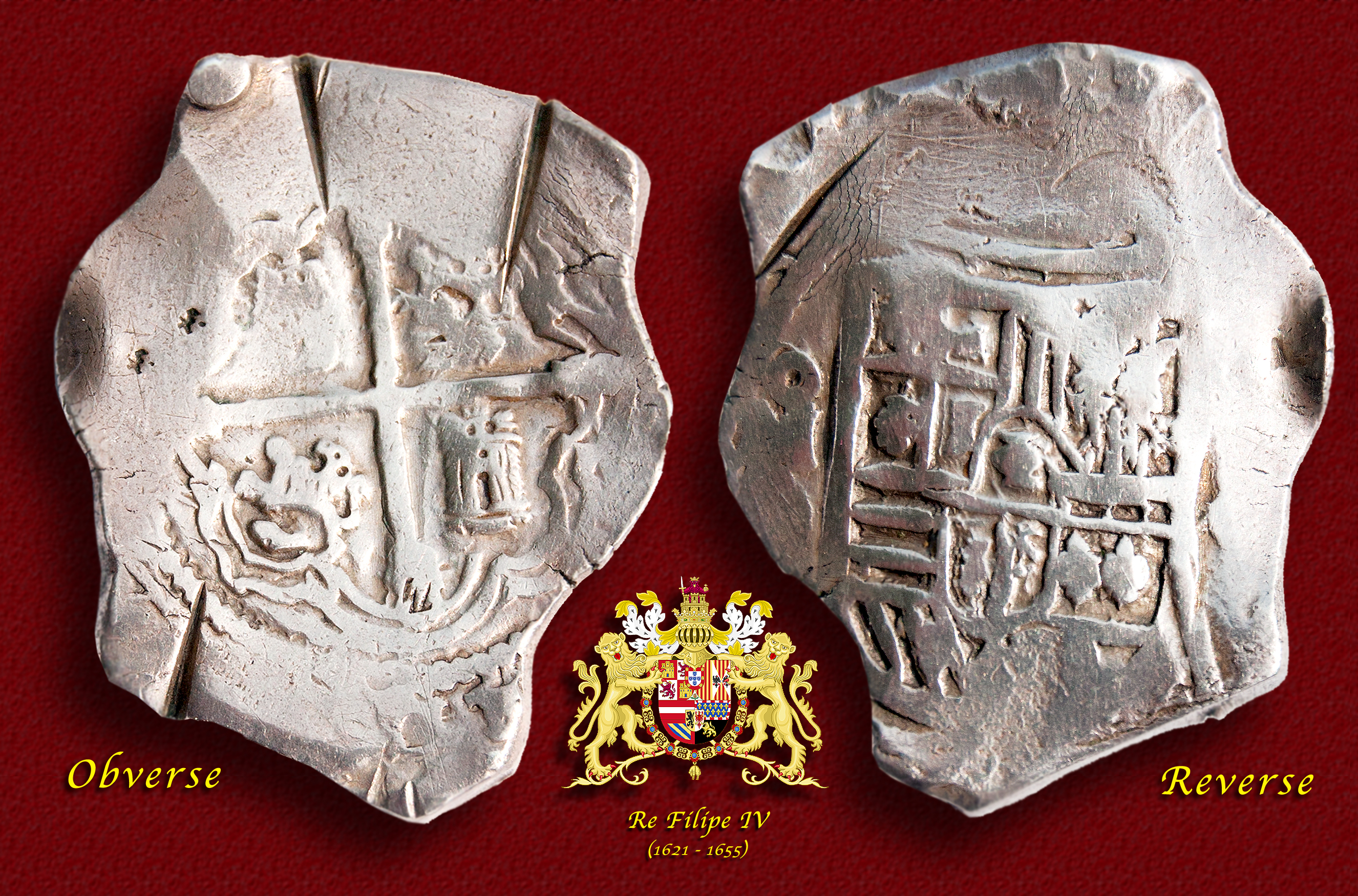
دولار إسباني فضي سك في مدينة مكسيكو ق. 1650

بعد إدخال عملة جولدينجروسشين في النمسا عام 1486، انتشر مفهوم العملة الفضية الكبيرة ذات النقاء العالي (المعروفة أحيانًا باسم عملة "سبيسي") في نهاية المطاف في بقية أنحاء أوروبا. أدى الإصلاح النقدي في إسبانيا إلى إدخال عملة معدنية بقيمة 8 ريالات (أو 1 بيزو) في عام 1497، والتي سكت وفقًا للمعايير التالية:
- في عام 1497:83⁄8 دولار إلى مارك قشتالة من الفضة (230.0465 غرامًا)، 134⁄144 أو 0.9306 فضة نقية (25.561 غرام فضة نقية = 0.8218 أونصة)
- في عام 1728: 8.50 دولارًا للعلامة، 11⁄12 أو 0.9167 فضة نقية (24.809 غرام فضة نقية = 0.7976 أونصة)
- في عام 1772: 8.50 دولارًا للعلامة، 130⁄144 أو 0.9028 من الفضة النقية (24.443 غرام من الفضة النقية = 0.78554 أونصة من الذهب)؛ ولكن يُعتقد أن الدقة الحقيقية في الفترة من 1772 إلى 1821 كانت 0.89 فقط.[10]

استكمل ذلك في عام 1537 من خلال الإسكودو الذهبي، الذي سك في عام 68 إلى علامة من الذهب الخالص 0.917 (خفضت الدقة إلى 0.906 في عام 1742 و 0.875 في عام 1786). وقيم بـ 15-16 ريال أو ما يعادل 2 دولار تقريبًا. كان الدبلون الذهبي الشهير يساوي 2 إسكودو أو ما يقرب من 4 دولارات.
من القرن الخامس عشر إلى القرن التاسع عشر، سكت العملة المعدنية بتصميمات مختلفة في العديد من دور سك العملة في إسبانيا والعالم الجديد، حيث اكتسبت قبولاً واسع النطاق خارج حدود إسبانيا. وبفضل الرواسب الفضية الضخمة التي عثر عليها بشكل رئيسي في بوتوسي في بوليفيا الحالية وبدرجة أقل في المكسيك (على سبيل المثال، في تاكسكو وزاكاتيكاس)، والفضة من ممتلكات إسبانيا في جميع أنحاء الأمريكتين، بدأت دور سك العملة في المكسيك وبيرو أيضًا في سك العملة. كانت دور سك العملة الرئيسية في العالم الجديد للدولارات الإسبانية موجودة في بوتوسي، ليما، ومكسيكو سيتي (مع دور سك عملة ثانوية في بوغوتا، بوبايان، مدينة غواتيمالا، وسانتياغو)، ويمكن تمييز الدولارات الفضية من هذه الدور عن تلك التي سكت في إسبانيا من خلال تصميم أعمدة هرقل على الوجه الخلفي.
كان الدولار أو البيزو مقسمًا إلى 8 ريالات في أمريكا اللاتينية الإسبانية حتى القرن التاسع عشر عند تقسيم البيزو إلى 100 سنتافو. ومع ذلك، فإن الاضطرابات النقدية في إسبانيا التي بدأت في عهد الملك فيليب الثاني أدت إلى تقسيم الدولار على النحو التالي في إسبانيا فقط:
- حتى عام 1642: 1 دولار = 8 ريالات، والتي سميت فيما بعد بالريالات الوطنية
- من عام 1642: 1 دولار = 10 ريالات إقليمية
- من عام 1687: 1 دولار = 152⁄34 ريال دي فيلون (مصنوعة من سبيكة بيلون؛ مرسوم غير فعال)
- من عام 1737: 1 دولار = 20 ريالاً من القماش
- في عام 1864: 1 دولار = 2 إسكودو فضي (مختلف عن الإسكودو الذهبي)
- وأخيرا، في عام 1869: 1 دولار = 5 بيزيتا إسبانية، وهذا الأخير يساوي الفرنك الفرنسي في الاتحاد النقدي اللاتيني.

كان اعتماد إسبانيا للبيزيتا في عام 1869 وانضمامها إلى الاتحاد النقدي اللاتيني بمثابة النهاية الفعلية لآخر بقايا الدولار الإسباني في إسبانيا نفسها. ومع ذلك، كانت العملة المعدنية من فئة 5 بيزيتا (أو دورو ) أصغر حجمًا وأخف وزنًا قليلًا، ولكنها كانت أيضًا من الفضة عالية النقاء (90%).
في تسعينيات القرن العشرين، سكت عملات تذكارية بقيمة 2000 بيزيتا، وهي مماثلة في الحجم والوزن لعملة الدولار.

### المكسيك
بعد الاستقلال في عام 1821، اتبعت العملة المكسيكية من الريالات الفضية والإسكودو الذهبية نفس العملة الإسبانية حتى ظهور النظام العشري وإدخال البيزو، الذي يساوي 8 ريالات أو 100 سنتافو. استمر سكها وفقًا للمعايير الإسبانية طوال القرن التاسع عشر، حيث بلغ البيزو 27.07 غرام (0.955 أونصة) من الفضة النقية عيار 0.9028، والإسكودو بوزن 3.383 غرام (0.1193 أونصة) من الذهب الخالص عيار 0.875. ظل البيزو المكسيكي أو العملة المعدنية بقيمة 8 ريالات عملة تجارية دولية شائعة طوال القرن التاسع عشر.
بعد عام 1918، خفض البيزو من حيث الحجم والدقة، مع المزيد من التخفيضات في الأربعينيات والخمسينيات من القرن العشرين. كما سكت عملات معدنية من فئة 2 بيزو (1921)، 5 بيزو (1947)، و10 بيزو (1955) خلال نفس الفترة، بأحجام ودقة مماثلة للبيزو القديم.

### أستراليا
بعد تأسيس مستعمرة نيو ساوث ويلز في أستراليا عام 1788، واجهت مشكلة نقص العملات المعدنية، خاصة وأن السفن التجارية كانت تأخذ العملات المعدنية من المستعمرة مقابل حمولتها. في عام 1813، استخدم الحاكم لاكلان ماكواري مبلغ 10 آلاف جنيه إسترليني من الدولارات الإسبانية التي أرسلتها الحكومة البريطانية بطريقة مبتكرة. ولجعل إخراج العملات المعدنية من المستعمرة صعبًا، ولمضاعفة عددها، ثقب مراكز العملات المعدنية. كان المركز المثقوب، المعروف باسم "التفريغ"، يُقدر بـ 15 بنسًا، والحافة الخارجية، المعروفة باسم "الدولار المثقوب"، تساوي خمسة شلنات. وأُشير إلى ذلك من خلال ختم العملات المعدنية الجديدة. كان وجه الدولار المثقوب مختومًا بكلمات "نيو ساوث ويلز" وتاريخ 1813، وكان الوجه الخلفي مختومًا بكلمات "خمسة شلنات". كان وجه العملة المعدنية مختومًا بتاج وعبارة "نيو ساوث ويلز" وتاريخ 1813، وكان الوجه الخلفي مختومًا بكلمة "خمسة عشر بنسًا". أصبحت العملات المعدنية الممزقة أول عملة رسمية تنتج خصيصًا للتداول في أستراليا. كانت الوسيلة قصيرة الأمد نسبيًا. أقر البرلمان البريطاني قانون العملة الفضية الإسترلينية في عام 1825، والذي جعل العملات البريطانية الشكل الوحيد المعترف به للعملة وأنهى أي استخدام مشروع للدولار المثقوب وإغراق المستعمرات الأسترالية.

### الولايات المتحدة
أدى قانون سك العملة لعام 1792 إلى إنشاء دار سك العملة الأمريكية وحدد في البداية الدولار الأمريكي على قدم المساواة مع الدولار الإسباني بسبب سمعته الدولية:
كانت العملة المعدنية الرائدة المتداولة في أمريكا هي الدولار الفضي الإسباني، والذي يتكون من 387 حبة من الفضة الخالصة. قُسم الدولار إلى "قطع من ثمانية" أو "بتات"، كل منها يتكون من ثمن الدولار. وصلت الدولارات الإسبانية إلى المستعمرات في أمريكا الشمالية من خلال التجارة المربحة مع جزر الهند الغربية. كان الدولار الفضي الإسباني هو العملة الأكثر شهرة في العالم منذ أوائل القرن السادس عشر، وانتشر جزئيًا بفضل الإنتاج الفضي الهائل للمستعمرات الإسبانية في أمريكا اللاتينية. لكن الأهم من ذلك هو أن الدولار الإسباني، من القرن السادس عشر إلى القرن التاسع عشر، كان العملة الأكثر استقرارًا والأقل انخفاضًا نسبيًا في العالم الغربي.
حدد قانون العملة لعام 1792 أن الدولار الأمريكي سوف يحتوي على 371.25 حبة (24.057 غ) نقي أو 416 حبة (26.96 غ) الفضة القياسية. استندت هذه المواصفات على الوزن المتوسط لمجموعة عشوائية من الدولارات الإسبانية البالية التي أمر ألكسندر هاملتون بوزنها في وزارة الخزانة. في البداية كان هذا الدولار قابلاً للمقارنة مع 371-373 حبة موجودة في الدولارات الإسبانية المتداولة وساعد في تصديرها إلى الخارج. ومع ذلك، فإن استعادة نسبة الفضة القديمة البالغة 0.9028 في البيزو المكسيكي بعد عام 1821، أدت إلى زيادة محتوى الفضة في الأخير إلى 24.44 غ وخفض الطلب على الصادرات من الدولار الأمريكي.
قبل الثورة الأمريكية، وبسبب السياسات التجارية البريطانية، كان هناك نقص مزمن في العملة البريطانية في المستعمرات البريطانية. كانت التجارة في أغلب الأحيان باستخدام الدولارات الإسبانية التي حصل عليها من خلال التجارة غير المشروعة مع جزر الهند الغربية. كانت العملة الإسبانية بمثابة عملة قانونية في الولايات المتحدة حتى قانون العملة لعام 1857 الذي أوقف هذه الممارسة. تسعير الأسهم في البورصات الأمريكية في 1⁄8 ظلت مستمرة حتى حولت بورصة نيويورك للأوراق المالية أولاً إلى التسعير بالسدس عشر من الدولار في 24 يونيو 1997، ثم في عام 2001 إلى التسعير العشري.

### أفريقيا
في مصر، كانت الدولارات الإسبانية التي تحمل أعمدة هرقل على ظهرها تحمل أهمية تميمة وسحرية. فسر المصريون هذه الأعمدة على أنها مدافع مصنوعة من الحديد. الحديد مفيد في الدفاع ضد الجن، مما يؤدي إلى الارتباط السحري.

### آسيا

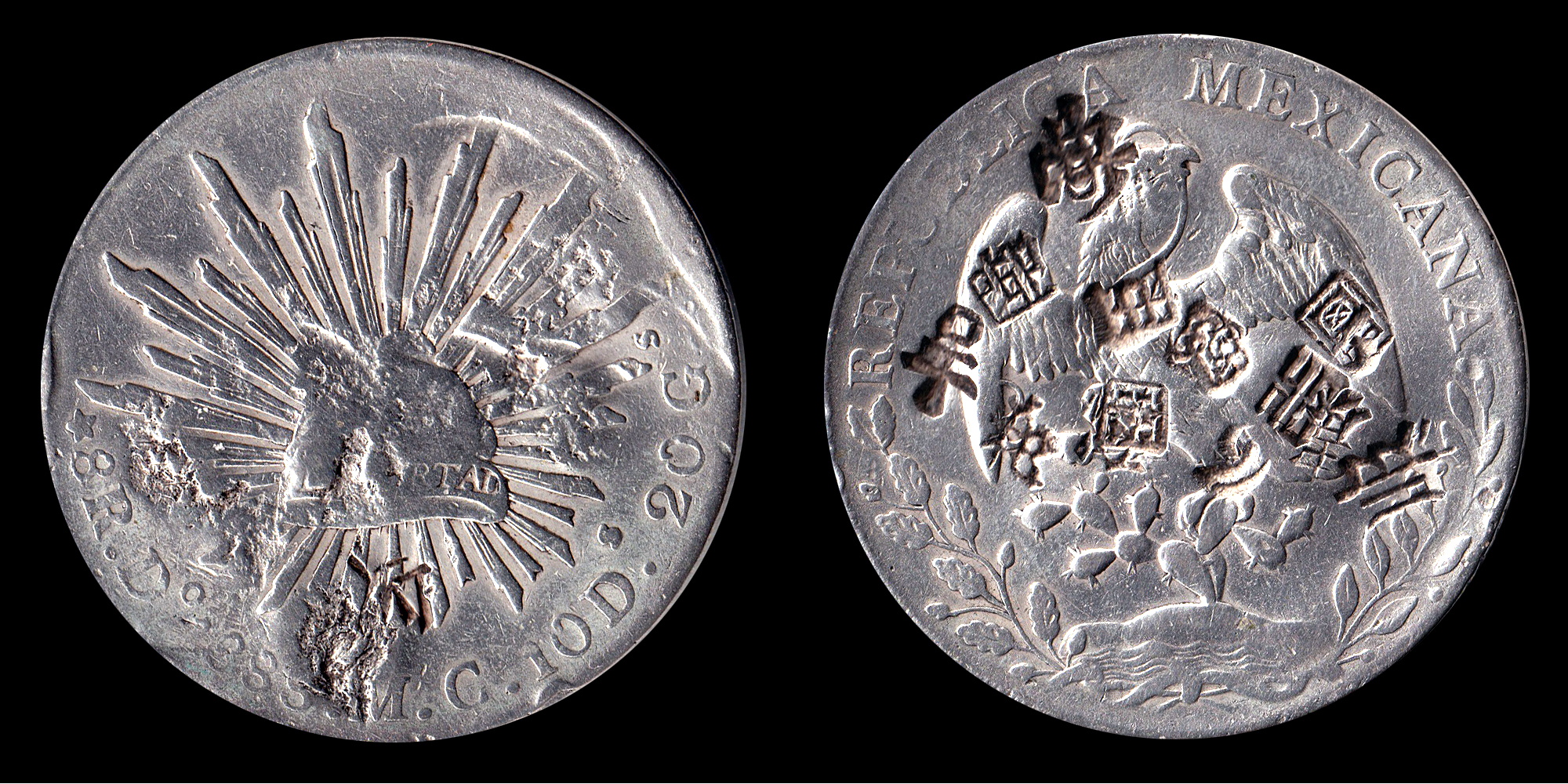
دولار مكسيكي من عام 1888 يحمل علامات "تقطيع" صينية

ارتبطت "القطع الثمانية" لفترة طويلة بتقاليد القرصنة، حيث صنعت في الأمريكتين الإسبانية ونقلها بكميات كبيرة إلى إسبانيا، مما يجعلها هدفًا مغريًا للغاية للقراصنة البحريين. وفي الشرق الأقصى، وصلت أيضًا في شكل البيزو الفلبيني إلى الفلبين كجزء من جزر الهند الشرقية الإسبانية التابعة للإمبراطورية الاستعمارية الإسبانية من خلال سفن مانيلا التي نقلت البيزو الفضي المكسيكي إلى مانيلا في تجارة سفن مانيلا-أكابولكو، حيث أُستبدل بالسلع الفلبينية والصينية، حيث كانت الفضة هي السلعة الأجنبية الوحيدة التي تقبلها الصين. في التجارة الشرقية، كانت الدولارات الإسبانية غالبًا ما تُختم بأحرف صينية تُعرف باسم "علامات التقطيع"، والتي كانت تشير إلى أن هذه العملة المعدنية فحصت بواسطة تاجر معروف وتأكد من أنها أصلية. أصبحت مواصفات الدولار الإسباني معيارًا للتجارة في الشرق الأقصى، مع قيام القوى الغربية لاحقًا بإصدار دولارات تجارية، وعملات استعمارية مثل دولار هونغ كونغ، بنفس المواصفات.
كانت العملات الصينية الأولى لليوان تحمل نفس مواصفات الدولار الإسباني، مما أدى إلى استمرار التكافؤ في بعض النواحي بين اسمي "يوان" و"دولار" في اللغة الصينية. تشمل العملات الأخرى المشتقة أيضًا من الدولار الين الياباني، الوون الكوري، البيزو الفلبيني، الرينغيت الماليزي، والقرش الهند وصيني الفرنسي وما إلى ذلك، حيث تداول على نطاق واسع في جميع أنحاء الشرق الأقصى في جزر الهند الشرقية وشرق آسيا.
تشمل الأسماء المعاصرة المستخدمة للدولارات الإسبانية في عهد أسرة تشينغ الصينية اسم běnyáng (本洋), shuāngzhù (雙柱), zhùyáng (柱洋), fóyáng (佛洋), fótóu (佛頭), fóyín (佛銀)، و fótóuyín (佛頭銀). " fó " "يشير العنصر الموجود في تلك الأسماء الصينية إلى ملك إسبانيا في تلك العملات المعدنية، حيث يشبه وجهه وجه صور بوذا (佛باللغة الصينية)؛ و" zhù "جزء من تلك الأسماء يشير إلى العمودين الموجودين في شعار النبالة الإسباني.

منطقة نفوذ الريال دي أ أوتشو والعملات الإسبانية والبرتغالية الأخرى

### الدولار الإسباني مقابل العملات الأخرى

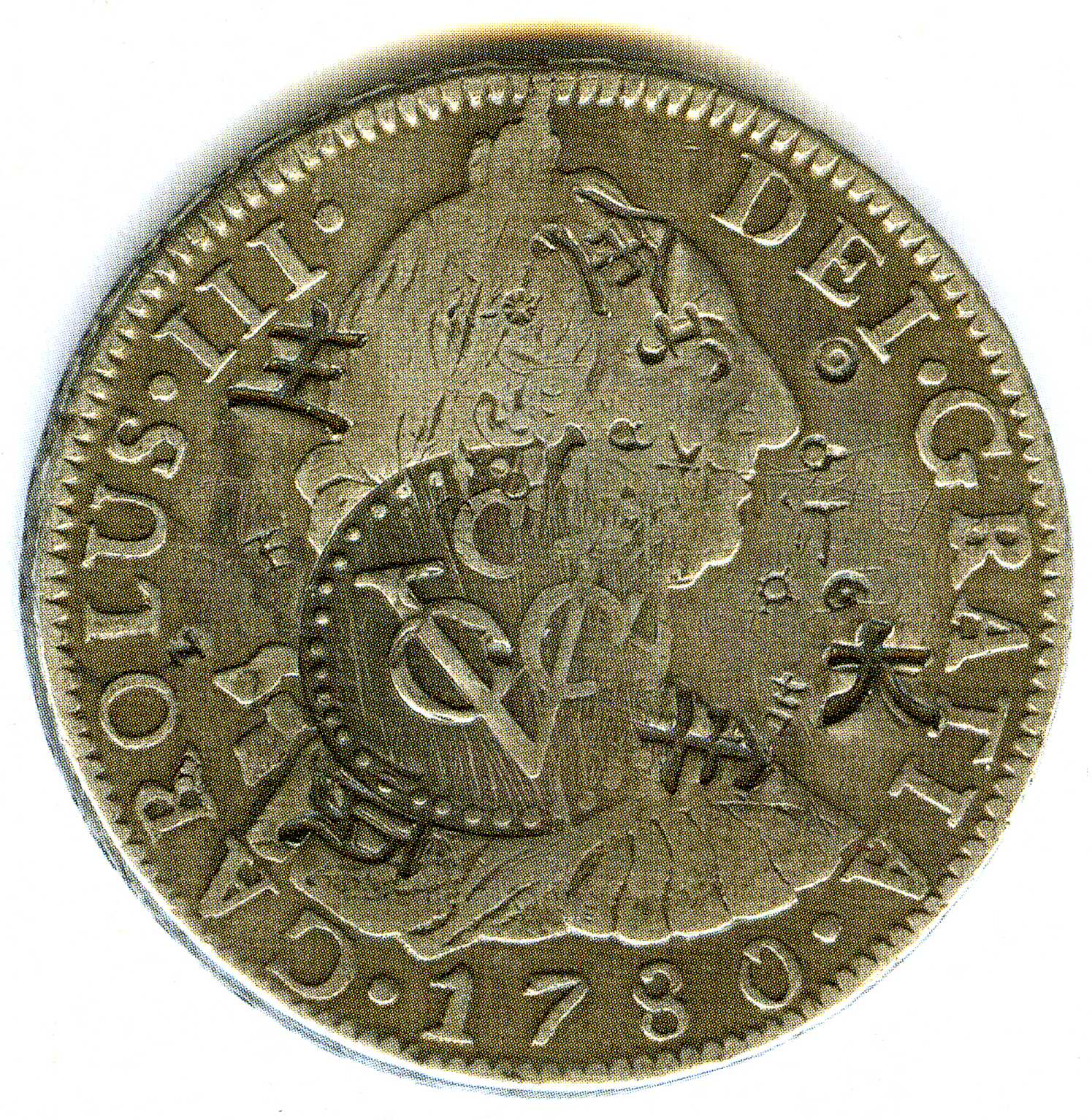
سريلانكا
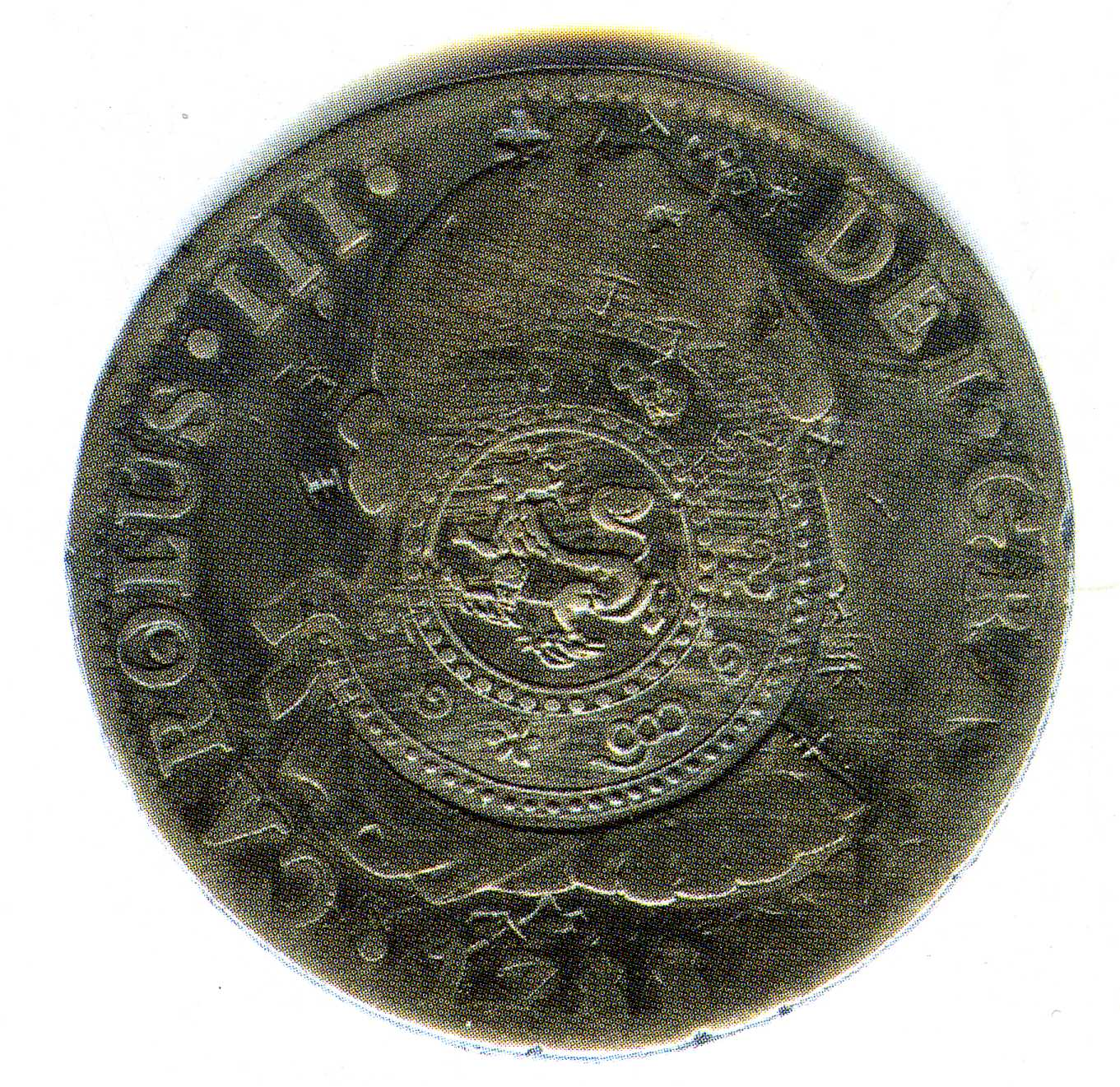
بورما
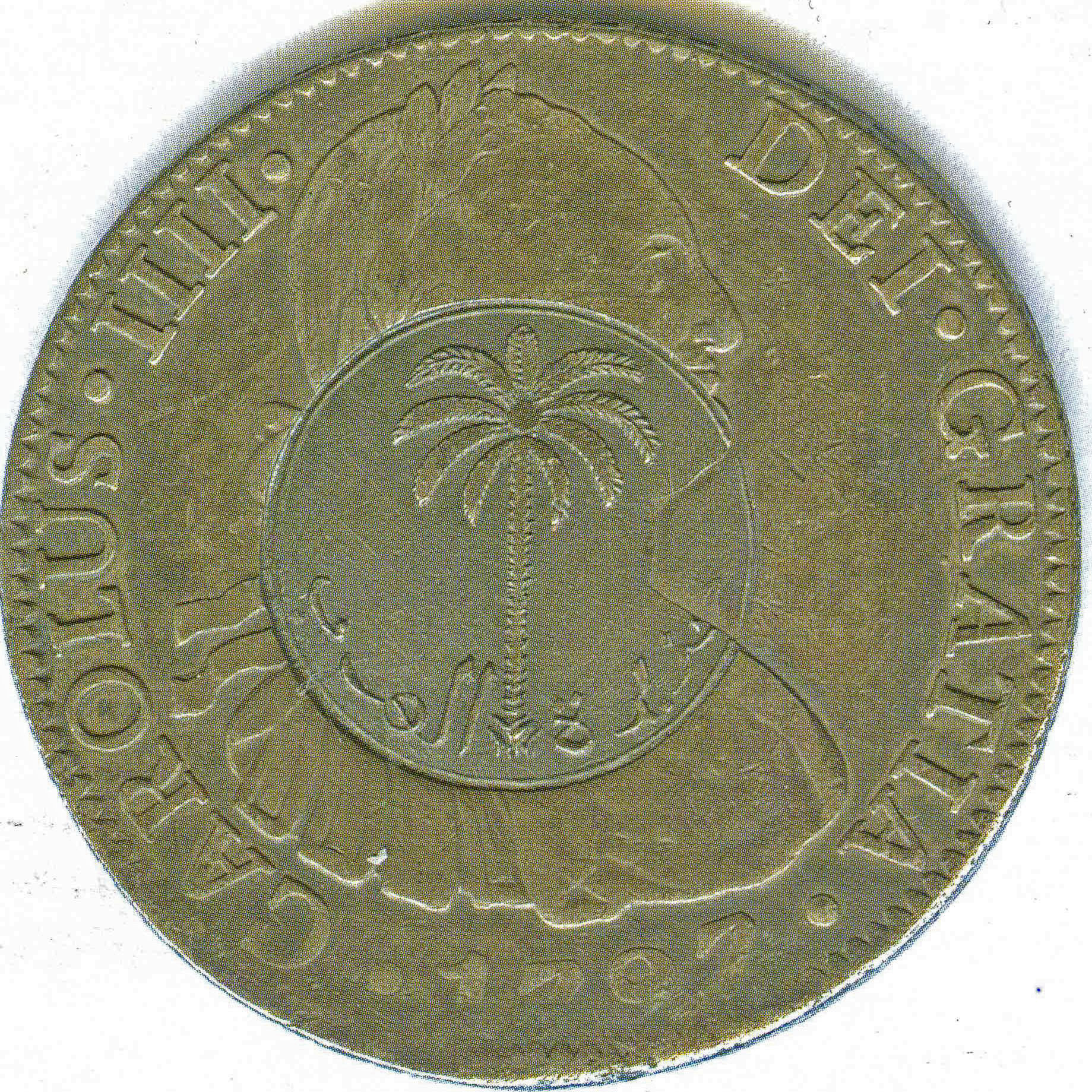
المملكة العربية السعودية
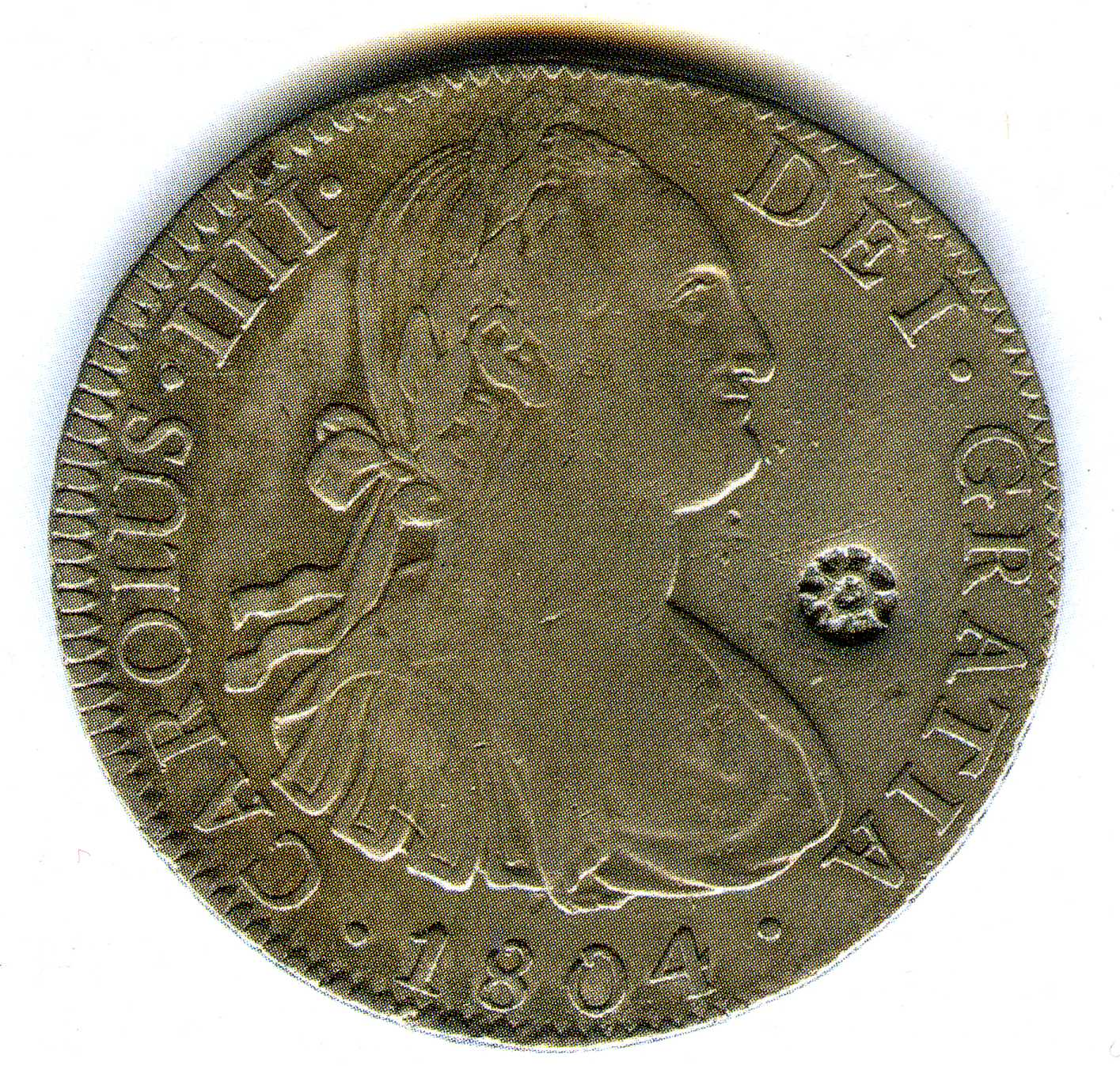
تايلاند
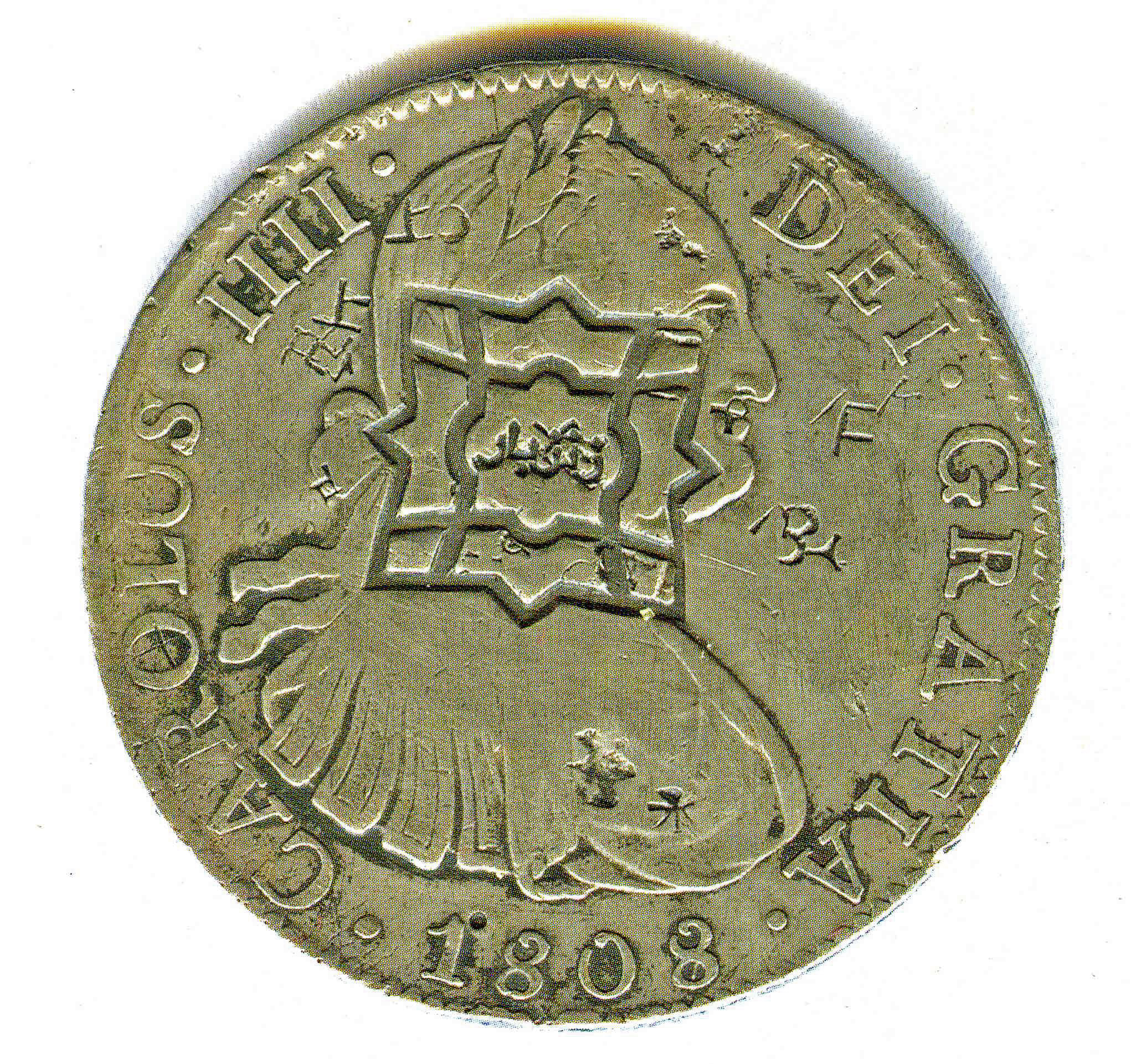
زنجبار
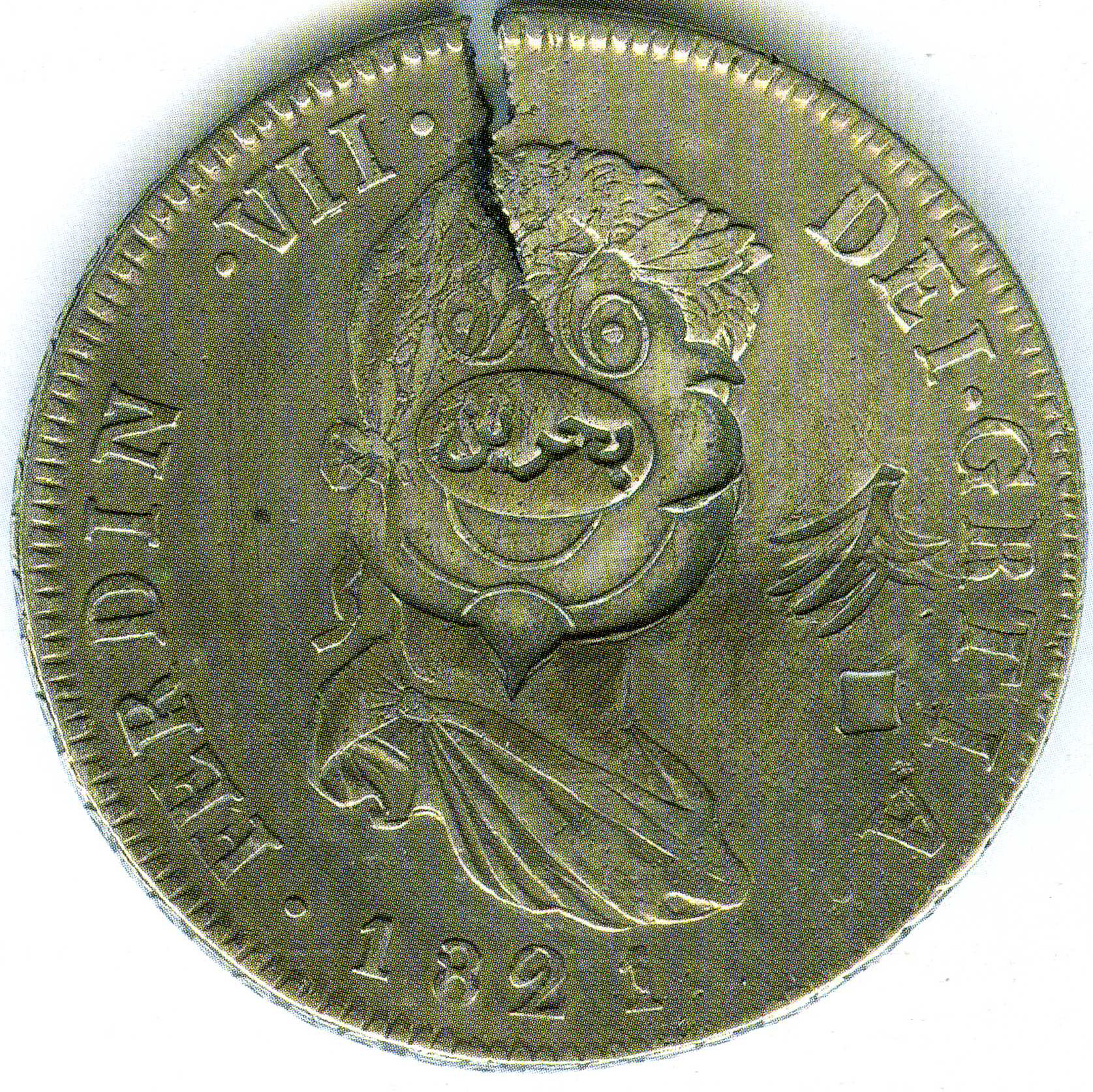
البحرين
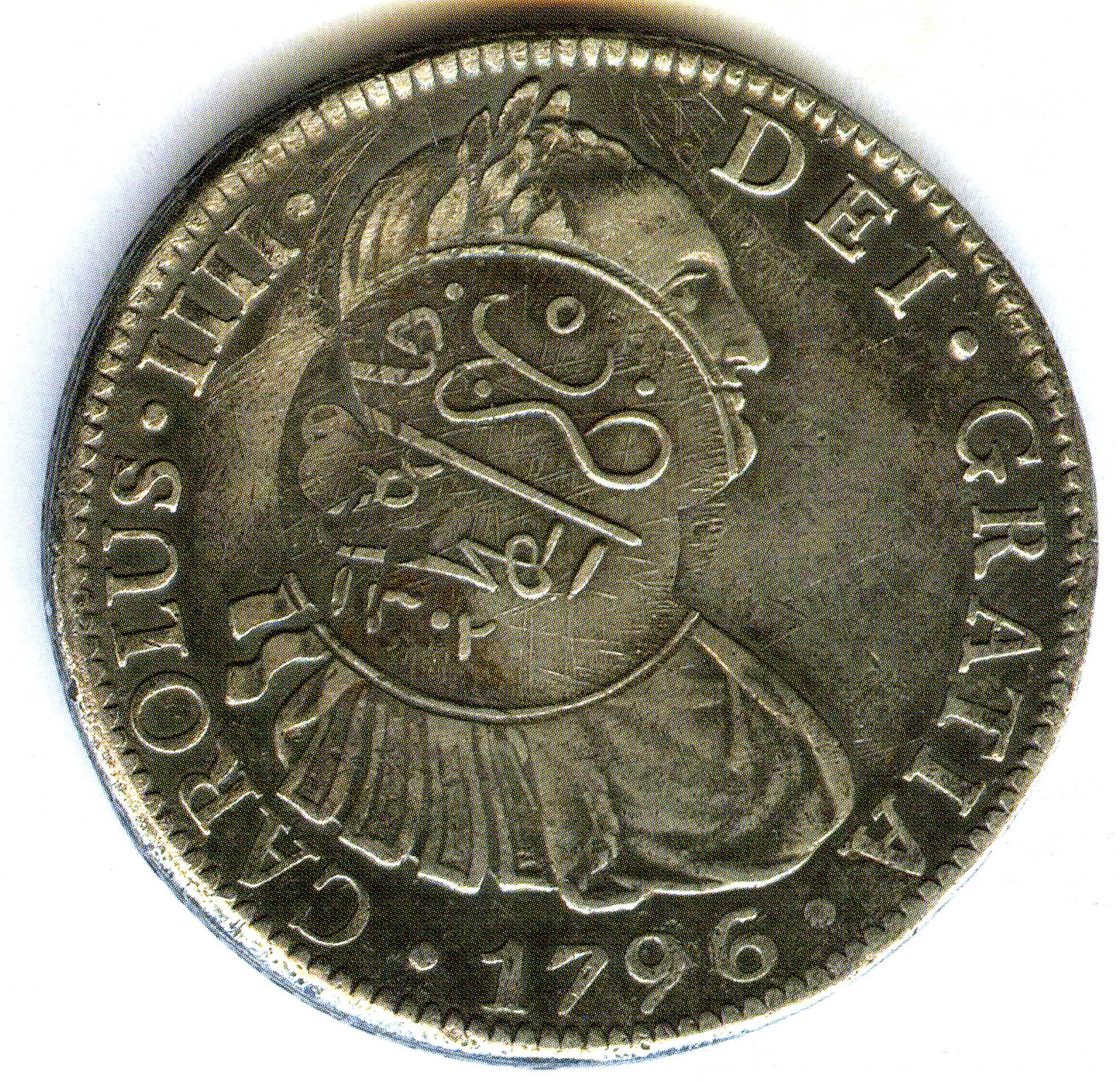
السودان
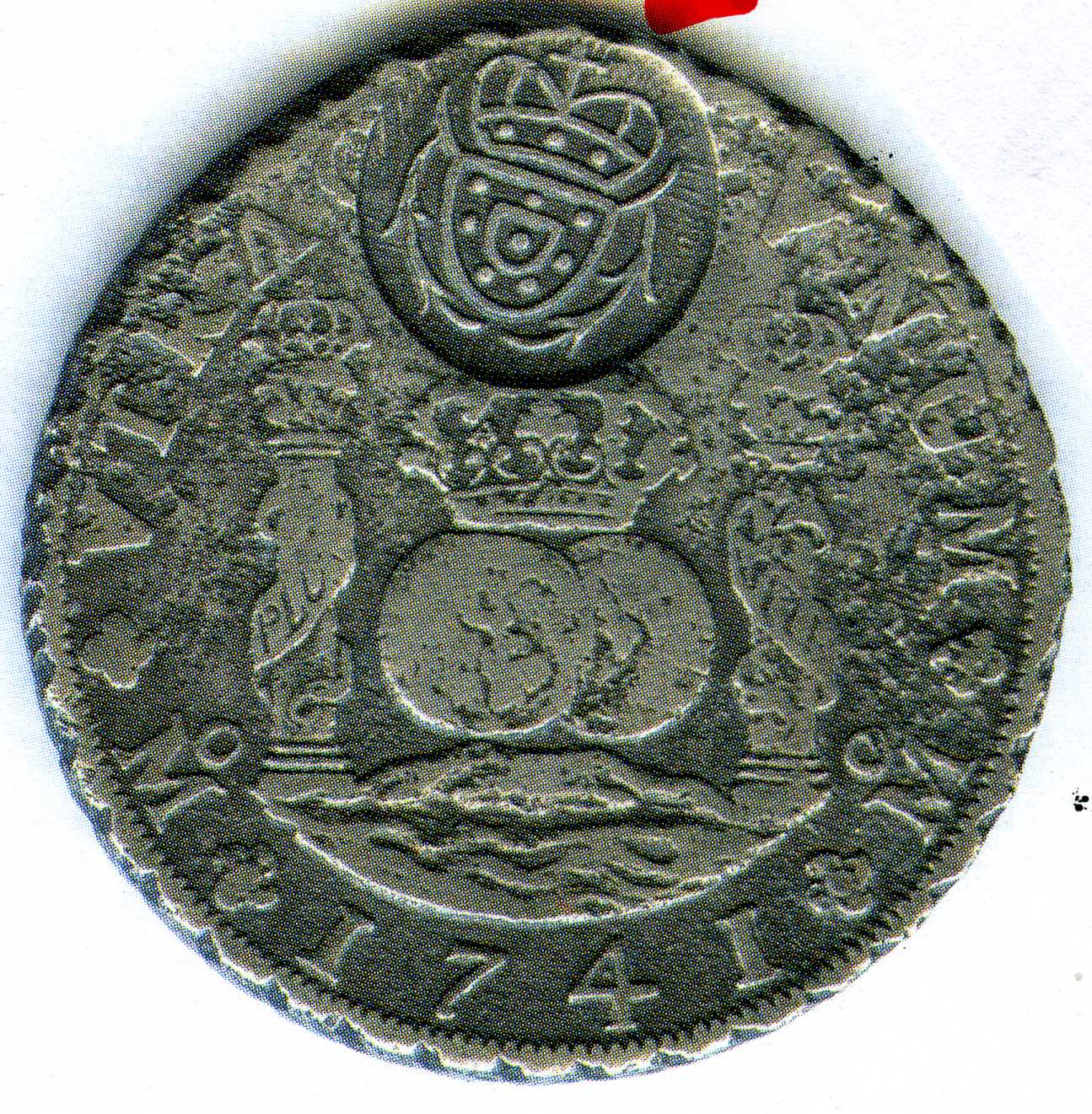
الهند
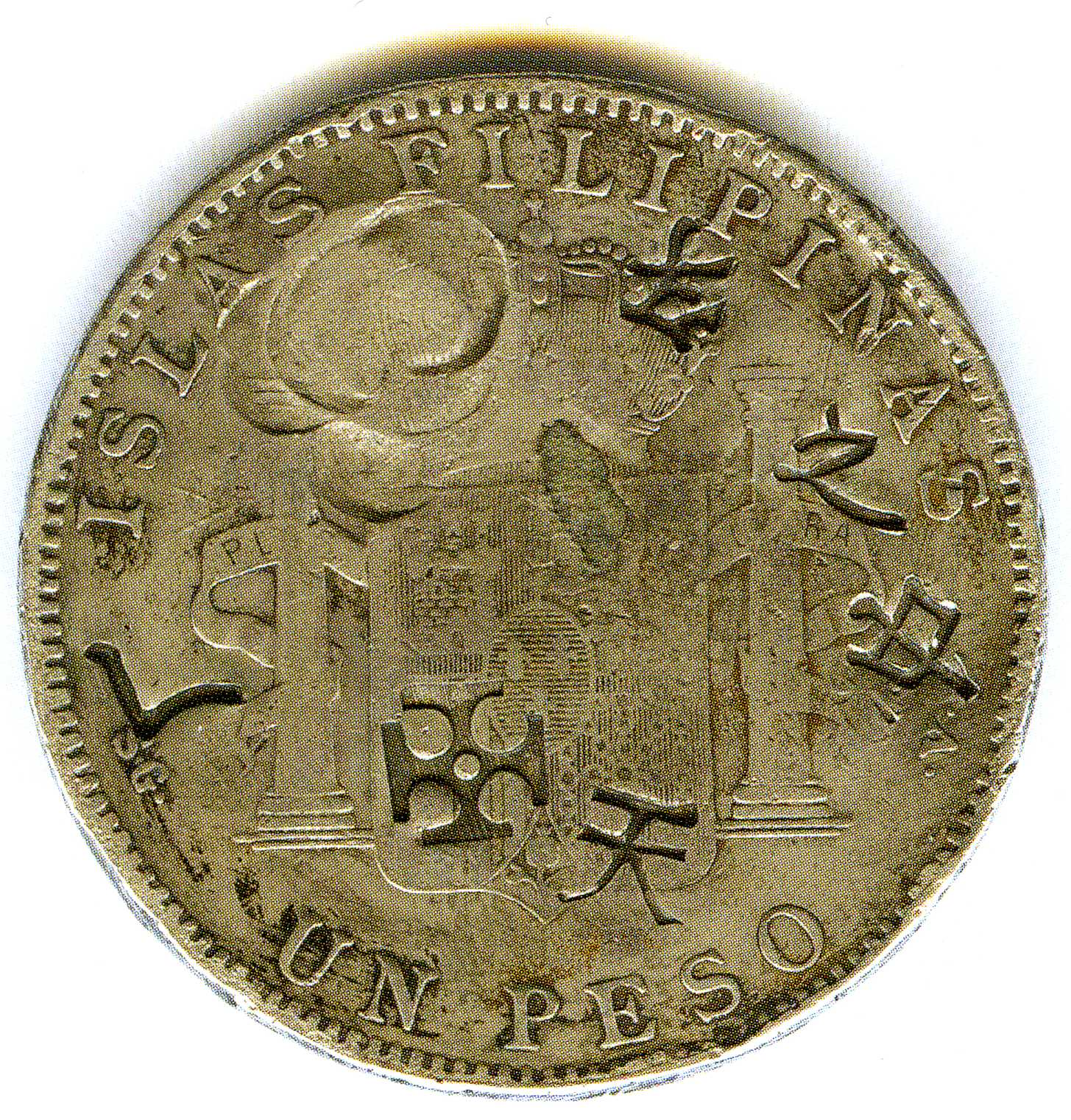
تيمور
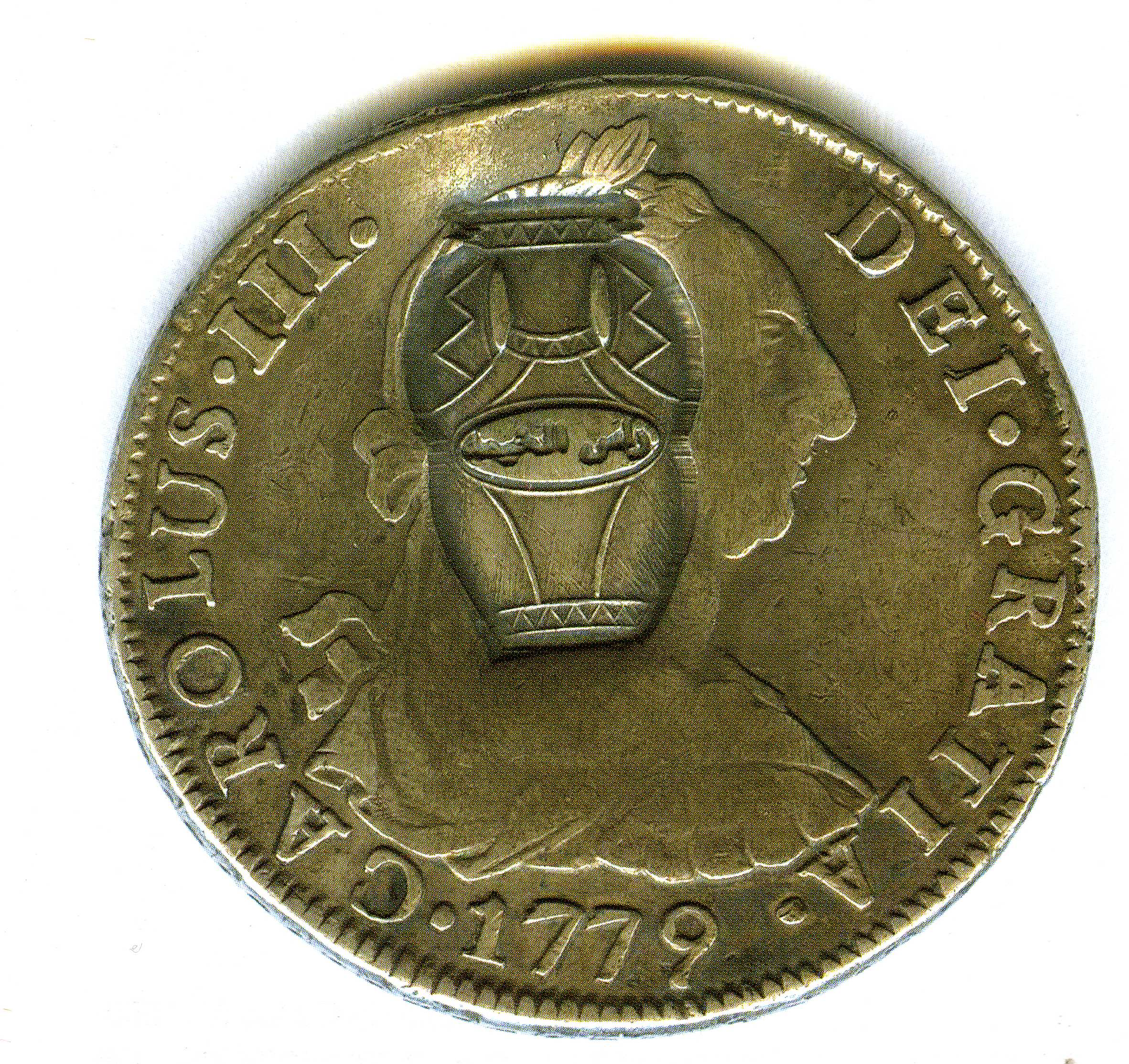
الإمارات العربية المتحدة

## خيالي
في الثقافة الشعبية الحديثة والخيال العلمي، غالبًا ما ترتبط القطع المكونة من ثمانية أفراد بالمفهوم الشائع للقراصنة.
- في رواية جزيرة الكنز لروبرت لويس ستيفنسون، تعلّم ببغاء جون سيلفر الطويل أن يصرخ "قطع من ثمانية!". وقد ربط هذا الاستخدام العملة (والببغاوات) بتصوير خيالي للقراصنة. نظراً للشعبية الواسعة التي اكتسبها هذا الكتاب، فإن عبارة "قطع الثماني" تُستخدم أحياناً لتعني "المال" أو "الكثير من المال"، بغض النظر عن الفئة المحددة، كما تُستخدم أيضاً كمرادف للكنز بشكل عام.
- في فيلم قراصنة الكاريبي: في نهاية العالم، يجب على أمراء القراصنة أن يجتمعوا معًا لتقديم "القطع التسع من الثمانية"، حيث استخدمت هذه القطع لختم الإلهة كاليبو في شكلها البشري من قِبل محكمة الإخوة الأولى. القطعة التاسعة "من الثمانية" تتدلى من وشاح جاك سبارو في الأفلام المبكرة، حتى تدميرها في هذا الفيلم.
- في رواية "Going Postal" للكاتب تيري براتشيت، يمتلك الخصم ريتشر جيلت (الذي يشبه جسديًا القراصنة النمطيين) ببغاء كوكاتو يُدعى ألفونس والذي دربه على قول "اثنا عشر ونصف بالمائة!"، أي قطعة واحدة من ثمانية.[21]

## قراءة إضافية
- هوكنهول، توماس (محرر)، رموز القوة: عشر عملات معدنية غيرت العالم (المتحف البريطاني، 2015): الدولار (ص 113). 130–145).
- جوردون، بيتر وموراليس، خوان خوسيه، الطريق الفضي: الصين وأمريكا الإسبانية وولادة العولمة 1565-1815 (بنغوين سبيشل، 2017)
- دولارات فرديناند السابع المثقوبة

## روابط خارجية
- تاريخ ريال دي أ أوتشو
- المجموعات الهسبانية (مؤرشفة في ١٤ فبراير ٢٠٠٩)
- HISPAN 1776 (تم أرشفته في 14 فبراير 2009)
- معلومات عن الأعمدة نسخة محفوظة 24 December 2018 على موقع واي باك مشين.
- العملات الاستعمارية لأمريكا الإسبانية: نسخة محفوظة 13 May 2021 على موقع واي باك مشين. مقدمة بقلم دانيال فرانك سيدويك
- الريالات الثمانية: تاريخ أول عملة دولية أدت إلى ظهور كل عملات العالم تقريبًا